# David Adger
David Adger, FBA (miembro de la Academia Británica) (nacido el 23 de septiembre de 1967) es profesor de lingüística en la Universidad Queen Mary de Londres. Adger está interesado en la capacidad humana para la sintaxis. Adger se desempeñó como presidente de la Asociación de Lingüística de Gran Bretaña entre 2015 y 2020.

## Primeros años y educación
Adger nació en Kirkcaldy. A la edad de once años, quedó fascinado por el lenguaje, leyendo A Wizard of Earthsea de Ursula K. Le Guin. A la edad de dieciséis años,  ganó un concurso escolar coordinado por la Universidad de St Andrews y usó el dinero en copias de Aspectos de la teoría de la sintaxis de Noam Chomsky. Estudió lingüística e inteligencia artificial en la Universidad de Edimburgo. Ha descrito su enseñanza de pregrado como una de las "experiencias estimulantes de mi vida". Permaneció en Edimburgo para sus estudios de posgrado, trabajando para obtener una maestría en ciencias cognitivas. Completó un doctorado bajo la supervisión de Elisabet Engdahl en 1994. Durante su doctorado trabajó en la Universidad de Massachusetts Amherst. Su investigación doctoral consideró los nodos Agr.

## Investigación y carrera
Adger fue nombrado miembro de la Universidad de York en 1993. En 2002, Adger se trasladó a la Universidad Queen Mary de Londres. Su investigación considera la ciencia del lenguaje y si los cerebros humanos crean el lenguaje debido a nuestra capacidad para reconocer patrones o debido a una capacidad innata para comunicarnos a través del lenguaje. Ha investigado la naturaleza de la estructura gramatical y la relación entre las teorías sociolingüísticas y la estructura sintáctica.
En 2015, Adger fue elegido presidente de la Asociación de Lingüística de Gran Bretaña. Visitó la Universidad de Maryland, College Park en 2016, donde pronunció una serie de conferencias sobre la sintaxis minimalista, la semántica y la fusión.
En julio de 2020, Adger fue un signatario notable en una petición para la remoción de Steven Pinker del estatus honorario de la Sociedad Lingüística de América como miembro de la sociedad.

## Publicaciones seleccionadas

### Artículos[11]
- Adger, David (2007). «Syntax and Syncretisms of the Person Case Constraint». Syntax 10: 2-37. doi:10.1111/j.1467-9612.2007.00095.x.
- Adger, David (16 de marzo de 2006). «Predication and Equation». Linguistic Inquiry 34 (3): 325-359. doi:10.1162/002438903322247515.
- Adger, David (13 de marzo de 2006). «Merge and Move: Wh-Dependencies Revisited». Linguistic Inquiry 36 (2): 161-193. doi:10.1162/0024389053710729.

### Libros
- Adger, David (2009). Mirrors and Microparameters: Phrase Structure beyond Free Word Order. Cambridge University Press.
- Adger, David (2012). A Syntax of Substance. MIT Press.
- Adger, David (2019). Language Unlimited: The Science Behind Our Most Creative Power. Oxford University Press.

De 2007 a 2013, Adger se desempeñó como editor de Syntax.

## Vida personal
Adger está casado con Anson W. Mackay, geógrafo del University College London. Es miembro de 500 Queer Scientists, una organización que defiende a los científicos e ingenieros LGBT. Adger fue incluido como uno de los modelos a seguir de la Universidad Queen Mary de Londres.